# Jean-Pierre Raymond Merlin
Pour les articles homonymes, voir Merlin.
Jean-Pierre Raymond Merlin (connu également sous le nom de Raymond Merlin) est un homme politique français né le 22 janvier 1767 à Sauveterre-de-Rouergue (Aveyron) et mort le 29 novembre 1839 à Rodez (Aveyron).

## Famille
Il est le fils de Jean Antoine Merlin (1732-1801), avocat, juge bailli à Sauveterre-de-Rouergue, marié en 1756 avec Jeanne Marie Delpech Delperié (1734-1772).

## Carrière
Curé de campagne au moment de la Révolution, il renonce à ses fonctions en 1793. Juge au tribunal civil de Rodez, il est député de la Chambre des représentants pour le département de l'Aveyron pendant les Cent-Jours (Du 3 juin 1815 au 13 juillet 1815).
Il sera ensuite de nouveau député de 1831 à 1839, lors des 3e, 4e et 5e législature de la Chambre des députés, siégeant dans la majorité soutenant les ministères de la Monarchie de Juillet.
Décédé en novembre 1839 durant la 5e législature, son siège sera repris par Hippolyte de Monseignat.